# Валитов, Ильдус Галямутдинович
Валитов Ильдус Галямутдинович (20 сентября 1947, Казань, Татарская АССР — 1 июля 2000, Уфа, Республика Башкортостан) — советский, российский архитектор, художник-акварелист, член Союза архитекторов РСФСР (1980), член Союза художников России (1995).

## Биография
Валитов Ильдус Галямутдинович родился 20 сентября1947 года в Казани. Специальное образование получил в Казанском художественном училище имени Н. И. Фешина (1962—1966) и на архитектурном факультете Ленинградского института живописи, скульптуры и архитектуры им. И. Е. Репина (ныне — Санкт-Петербургская академия художеств имени Ильи Репина), мастерская профессора Игоря Ивановича Фомина. (1967 −1973).
1973—1977 — работал архитектором в «Татпроект» (Казань).
1977—2000 — жил и работал в Уфе.
1978—1980 — дизайнер в «ГИПРОНИИАВИАПРОМ» (Уфа).
С 1985 года работал в технике акварели.
1980—2000 — дизайнер в АО «Уфанефтехим».
Ильдус Галямутдинович Валитов погиб в автомобильной аварии 1 июля 2000 года.

## Творчество
Эмоциональная выразительность работ Валитова основана на активности цветовой палитры, многообразии тональных нюансов и колористических решений. Ведущая тема в творчестве художника — городские архитектурные пейзажи, преимущественно, уфимские листы серии «Уфа в акварели»: «Музей им. М. В. Нестерова» (1989), «Дом Шаляпина» (1999) и др. Создал ряд работ, в которых природные и архитектурные мотивы обретают ирреальные очертания и цвет, наполняются поэтикой и экспрессией, становясь метафорой мироздания: «Бесконечность», «Старое дерево», «Мираж» (все — 1994), «Утро» (1997), «Полнолуние» (1998) и др.
«Акварель — это неисчерпаемые поиски, бесконечное множество приемов… Мое дело — только вовремя положить краску в нужное место…»
Ильдус Валитов
Участник выставок с 1986 года. Более 10 персональных выставок (с 1986) в Уфе (РФ), Гандия (Испания), Хельсинки (Финляндия).
Произведения И. Г. Валитова хранятся в собраниях в Башкирского государственного художественного музея им. М. В. Нестерова, Ирбитского государственного музея изобразительных искусств, в частных собраниях в России и за рубежом.

## Основные работы(техника: бумага, акварель)
- Серия «Уфа в акварели». 1989—2000 (свыше 35 листов)
- Последний луч. 1993
- Бесконечность. 1994
- Красный дом. 1994
- Мираж. 1994
- Оранжевое облако. 1994
- Поздняя осень. 1996
- Избушки. 1997
- Желтая луна. 1997
- Наваждение. 1997

- Утро. 1997
- Свечение. 1998
- Сон. (Остров). 1998
- Полнолуние. 1998

## Выставки
1987—1997 — республиканские выставки, Уфа;
1997— зональная выставка «Урал VIII», Уфа;
1998 — выставка акварели Башкортостана «Акварельная весна», Уфа;
Персональные
1986, 1994, 1995, 1997, 1998 (совм. с М.Б. Нелюбиной), 1999, 2000 (посмертно). Уфа;
1991 — Гандия (Испания);
1995 — Хельсинки (Финляндия).

## Галерея

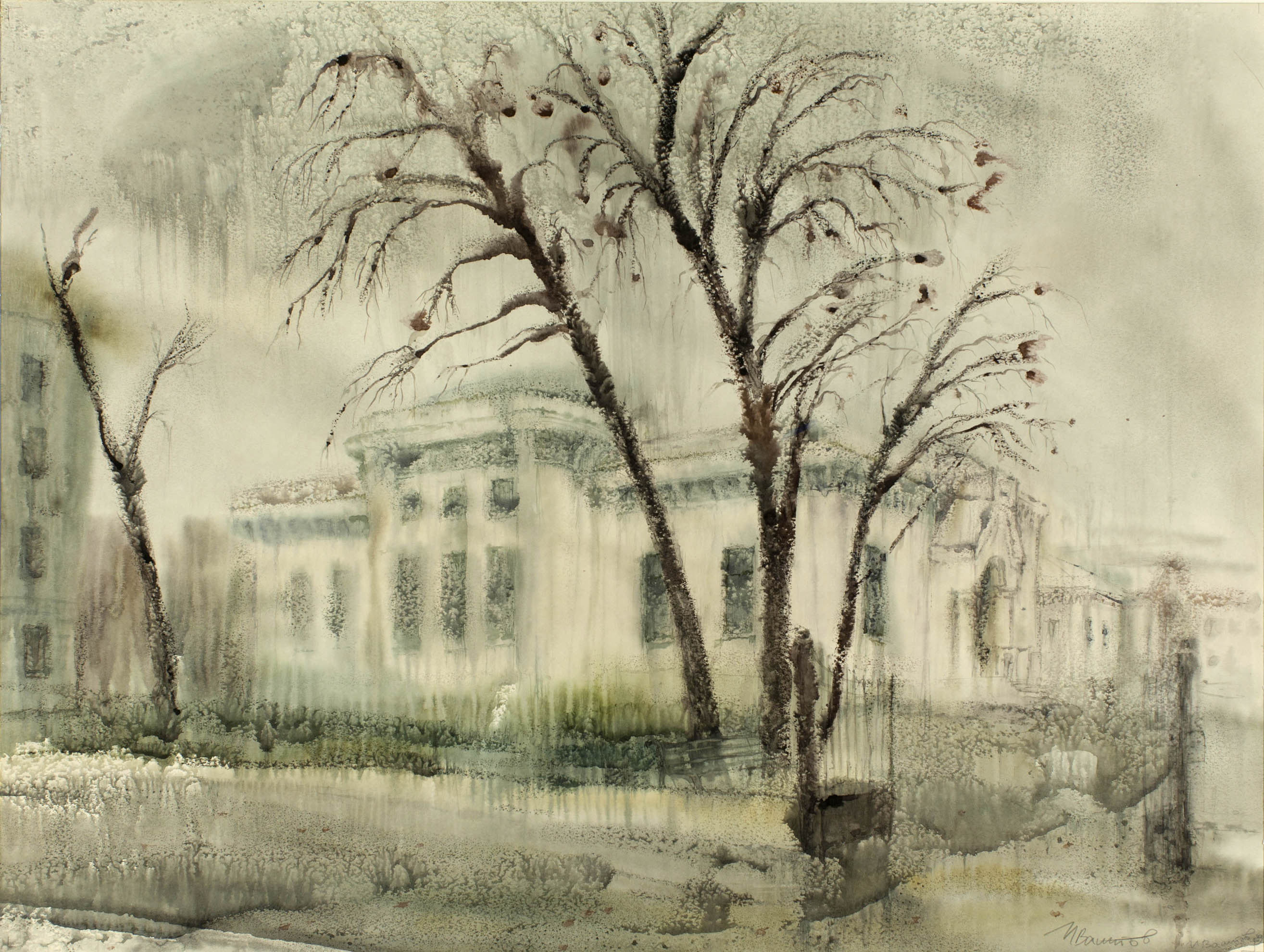
Файл:Валитов-001.jpgИльдус Валитов. Музей им. М.В. Нестерова. 1989. Бумага, акваpель.53х70. Собрание БГХМ им. М.В. Нестерова (Уфа)
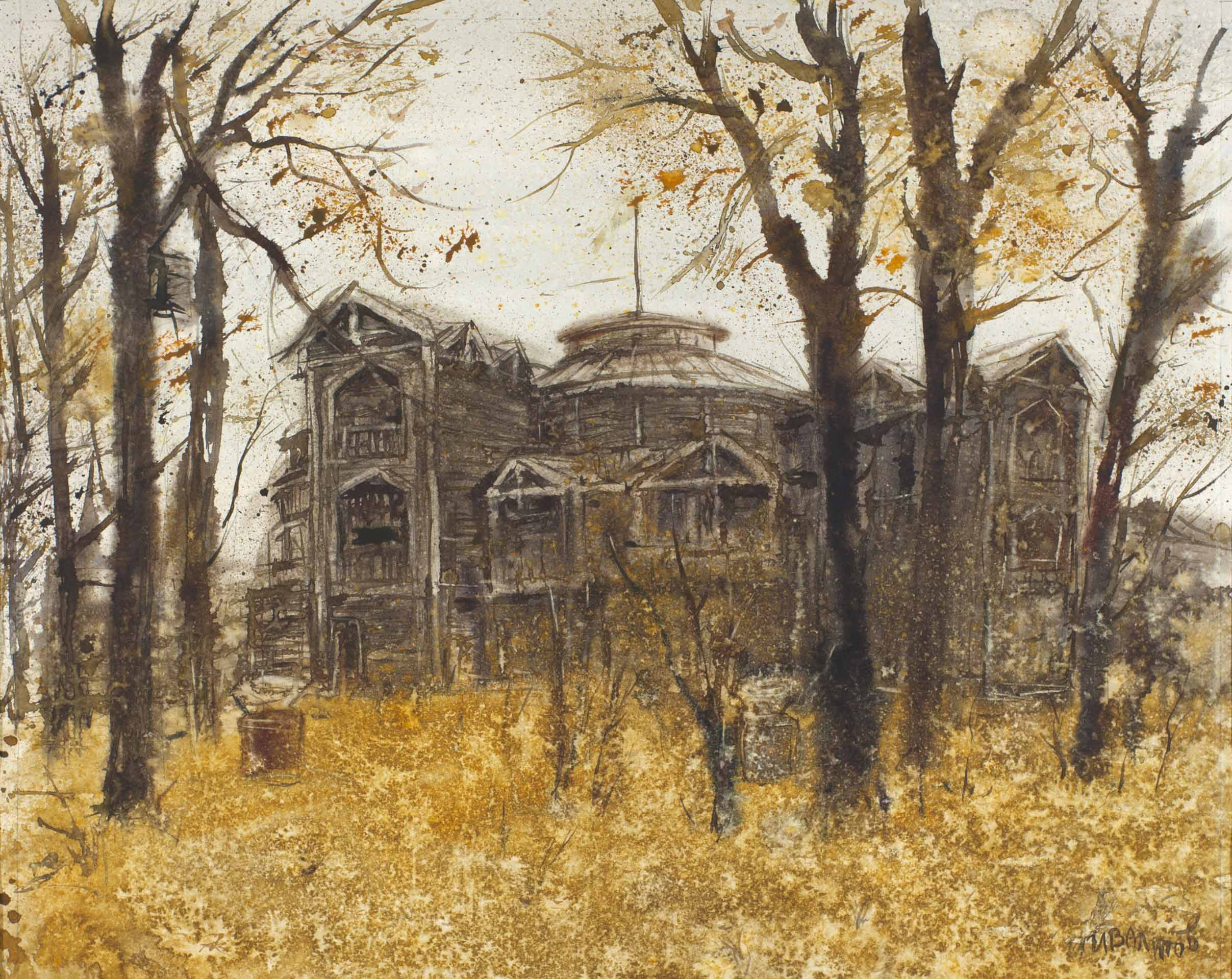
Файл:Валитов-005.jpgИльдус Валитов. Уфа. Летний театр. 1999. Бумага, акваpель. 51х64. Собрание БГХМ им. М.В. Нестерова (Уфа)
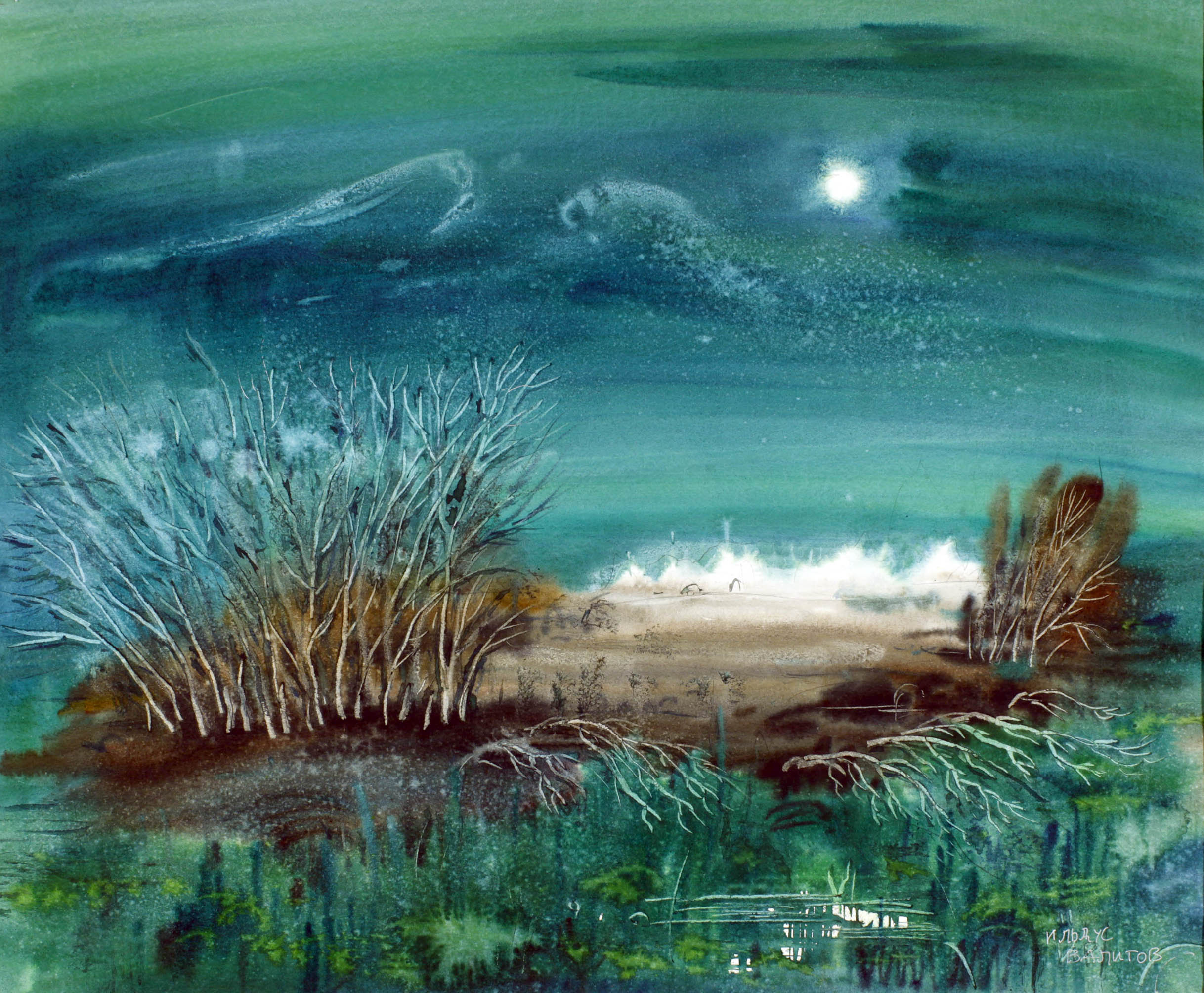
Файл:Валитов-004.jpgИльдус Валитов. Полнолуние. 1998. Бумага, акваpель. 51х61. Собрание БГХМ им. М.В. Нестерова (Уфа)
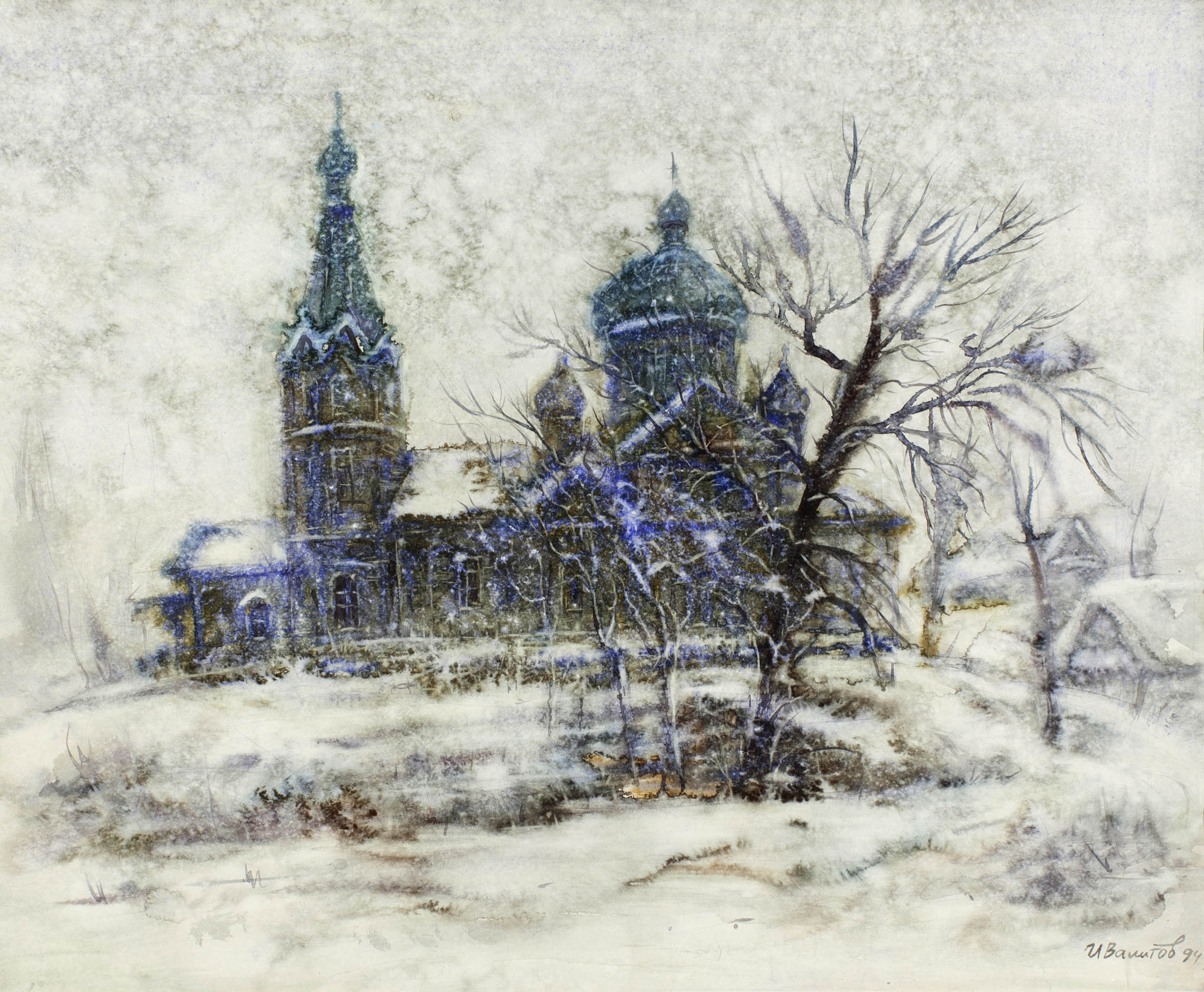
Файл:Валитов-002.jpgИльдус Валитов. Крестовоздвиженская церковь в Уфе. 1994. Бумага, акваpель. 67х54. Собрание БГХМ им. М.В. Нестерова (Уфа)
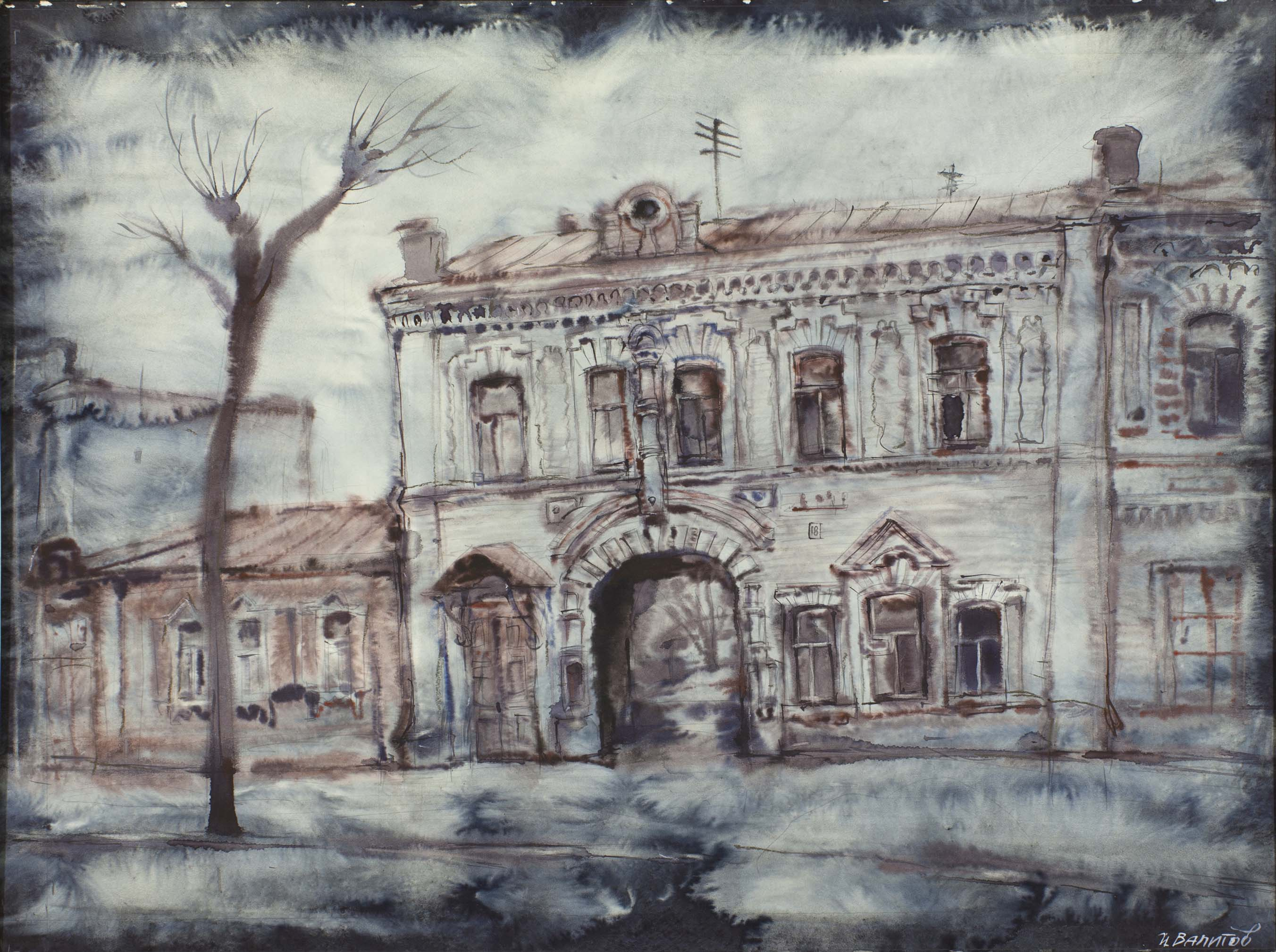
Файл:Валитов-006.jpgИльдус Валитов. Уфа. ул. Социалистическая 18. 1999. Бумага, акваpель. 46х61. Собрание БГХМ им. М.В. Нестерова (Уфа)